# جيم فورست
جيم فورست (بالإنجليزية: Jim Forrest)‏ (31 مارس 1927 في المملكة المتحدة - 26 نوفمبر 1992) هو لاعب كرة قدم بريطاني في مركز مهاجم داخلي. شارك مع منتخب اسكتلندا لكرة القدم. أما مع النوادي، فقد لعب مع نادي ماذرويل ونادي ستنهاوسموير.

## وصلات خارجية
- جيم فورست على موقع الاتحاد الإسكتلندي (الإنجليزية)
- جيم فورست على موقع قاعدة بيانات كرة القدم.إي يو (الإنجليزية)
- جيم فورست على موقع ناشيونال فوتبول تيمز (الإنجليزية)